# Hans Herman Grove
Hans Herman Steffen Grove (27. december 1814 i København – 17. august 1866 i Montreux, Schweiz) var en dansk søofficer og marineminister, bror til ingeniørerne Carl Frederik og Emanuel Rasmus Grove samt far til Gerhard Leslie Grove.
Allerede som lille dreng fik han livets alvor at mærke, idet faderen, som i den engelske krig havde vundet sig en formue, senere mistede denne, til dels ved pengekrisen. Udrustet med gode evner, en livlig karakter og en mindelig evne til at gøre sig afholdt trådte han 1827 ind Søkadetakademiet, fra hvilket han 1833 dimitteredes som sekondløjtnant; han avancerede 1841 til premierløjtnant, 1851 til kaptajnløjtnant og 1861 til orlogskaptajn. Som ung officer fór han meget til søs både til orlogs og koffardis, var i 1835-37 og senere 1844-45 i Dansk Vestindien, 1839-40 og 1843-44 med handelsskib i Ostindien og beskæftigedes ved siden heraf meget ved søopmålingen. Han gik i november 1839 ud som styrmand med en skonnertbrig Lovise Adelaide. April året efter overtog han i New Orleans kommandoen over denne, gik til Middelhavet og derfra til Hamborg, hvor han afleverede skonnertbriggen i december samme år. 1841, medens han var ansat på Helsingørs vagtskib og her fra foretog opmålinger i Kattegat, fandt han den kendte grund «Groves Flak». 1842-44 førte han briggen Johan Frederik til Ostindien og Batavia. Af Kommercekollegiet var han instrueret om på Java at søge forbindelse med John Burd og Mads Johansen Lange for at undersøge muligheden af at erhverve Bali som dansk besiddelse.
Under Treårskrigen 1848-50 var han først chef for dampskibet Caroline Amalie, senere tredjekommanderende på linjeskibet Skjold og endelig næstkommanderende på korvetten Valkyrien. 1851 var han chef for kongens dampskib Ægir, senere (1852-55) krydstoldinspektør på østkysten af Slesvig, fra 1857-60 takkelmester. Vinteren 1861-62 tog han som chef for korvetten Heimdal til Vestindien (rejsen beskrevet af løjtnant J.U.A. Holm), hvor han kom til at optræde under ret kritiske forhold i Venezuela under en revolution og senere ydede fortrinlig assistance til et strandet engelsk linjeskib. 1863 overtog han posten som ekvipagemester på Orlogsværftet, men ansattes ved den 2. slesvigske krigs udbrud som chef for fregatten Sjælland og flagkaptajn hos eskadrechefen, admiral C.E. van Dockum, med hvem han 17. marts deltog i træfningen ved Swinemünde, hvor de tyske korvetter Arcona og Nymphe blev tvungne til at trække sig tilbage. Han blev herfor dekoreret med Kommandørkorset. Grove, som i året 1851 ægtede den i vide kredse afholdte Maren (Manna) Kirstine Johnson (født 11. december 1834), datter af konsul Peter Johnson i Rønne (1786-1850) og Maren Kirstine Sonne (1801-1882), havde den sorg i krigsåret (1. maj) at miste sin hustru.
Efter krigen indtrådte han 6. november 1865 i ministeriet Frijs som marineminister og var som sådan med til at underskrive den reviderede Grundlov. Da den indenlandske politik på dette tidspunkt mest gik ud på at ordne forfatningsspørgsmålene, og tidens løsen efter de dybe sår, krigen havde tilføjet landet, var sparsommelighed i statshusholdningen, faldt det ikke i Groves lod at gennemføre større reformer i Marinen. Desuden var hans helbred var til dels undergravet og forværredes snart så meget, at han blev nødt til at foretage en udenlandsrejse til Schweiz, hvor han døde han 17. august 1866, efterladende sig et ry som dygtig officer og et ualmindelig afholdt menneske. Han er begravet i Montreux.